# Kup Srbije u fudbalu
Puchar Serbii w piłce nożnej (serb. cyr. Куп Србије у фудбалу) – cykliczne rozgrywki piłkarskie o charakterze pucharu krajowego w Serbii. Organizowane co sezon przez Serbski Związek Piłki Nożnej (FSS) i przeznaczone są dla krajowych klubów piłkarskich (zarówno amatorskich, jak i profesjonalnych). Najważniejsze po Superlidze piłkarskie rozgrywki w kraju. Triumfator danej edycji Pucharu zyskuje prawo reprezentowania swego kraju w następnej edycji Ligi Europy UEFA.

## Historia
Wiosną 1914 roku Serbski Komitet Olimpijski zorganizował pierwsze w historii trofeum rozgrywane wśród najlepszych klubów piłkarskich Królestwa Serbii. Rozgrywano ją w systemie każdy z każdym i zakończyły się wygraną w finale w Belgradzie SK Velika Srbija.
Wydawało się to obiecującym początkiem zorganizowanego turnieju piłkarskiego, który by odbywał się regularnie, jednak później tego samego roku zabójstwo austriackiego księcia Franciszka Ferdynanda w Sarajewie przez serbskiego rewolucjonistę sprzeciwiającego się austro-węgierskiej aneksji Bośni i Hercegowiny, doprowadziło do wypowiedzenie przez Austro-Węgry wojny Serbii. Konsekwencją tego wydarzenia był początek I wojny światowej, w której Serbia poniesie duże straty ludzkie i która całkowicie wstrzymała rozwój sportu w królestwie.
Po rozpadzie Austro-Węgier Serbia została włączona do składu Królestwa Serbów, Chorwatów i Słoweńców, które zostało utworzone 1 grudnia 1918 roku.
Przedwojenne zawody w ówczesnym Królestwie Słoweńców, Chorwatów i Serbów (przemianowanego na Królestwo Jugosławii pod koniec 1929 r.) odbywały się nieregularnie i czasami obejmowały tylko reprezentacje regionów, czasami tylko kluby, a czasami mieszane. W latach 1924–1927 rywalizacja składała się z rozgrywek pomiędzy oddziałowych związków regionalnych. Uczestniczyli tylko piłkarze z obywatelstwem Królestwa Serbów, Chorwatów i Słoweńców. W sezonie 1940/41 odbyły się rozgrywki pucharowe pomiędzy 6 zespołami z Serbii: BSK (Belgrad), SK Jugoslavija (Belgrad), BASK (Belgrad), SK Jedinstvo (Belgrad), SK Vitez (Zemun) i SK Jugoslavija (Jabuka). Zwycięzcą został BSK. 6 kwietnia 1941 roku po najechaniu przez Państwa Osi Królestwo Jugosławii zostało podzielone. Podczas okupacji niemieckiej w latach 1941–1945 na terenie Serbii rozgrywki pucharowe nie zostały organizowane.
7 marca 1945 roku proklamowano Tymczasowy Rząd Demokratycznej Federacji Jugosławii. W 1946 roku nazwę oficjalną zmieniono na Federacyjna Ludowa Republika Jugosławii, a w 1963 – na Socjalistyczna Federacyjna Republika Jugosławii. W 1947 roku zostały organizowane pierwsze rozgrywki o Puchar Marszałka Tita. Najpierw organizowane były eliminacje, w których każda rywalizująca drużyna miała szansę wziąć udział. Drużyny Pierwszej Ligi (Prva Liga) zawsze zaczynały w 1/16 finału, a pozostałe 16 miejsc zajmowały drużyny niższego poziomu, którym udało się dotrzeć do 1/16 finału. W sezonie 1991/92 chorwackie i słoweńskie kluby nie uczestniczyli w rozgrywkach, tak jak startowali we własnych krajowych rozgrywkach. Jedyny klub z Macedonii Północnej odpadł w 1/8 finału. Ostatni klub z Bośni i Hercegowiny odpadł w maju 1992 roku w fazie półfinałowej.
Po upadku SFR Jugosławii w 1991 roku powstała nowa Jugosławia, nazywająca się FR Jugosławia z Czarnogórą i Serbią. Od sezonu 1992/93 serbskie kluby uczestniczyli w rozgrywkach o Puchar FR Jugosławii, a od 2003/04 o Puchar Serbii i Czarnogóry, tak jak w 2003 państwo zmieniło nazwę na Serbię i Czarnogórę. Związek ten trwał do 2006 roku, kiedy Czarnogóra uzyskała niepodległość i utworzyła własne rozgrywki. W sezonie 2006/07 w Serbii startowały pierwsze oficjalne rozgrywki o Puchar Serbii.

## Format
Format rozgrywek był wiele razy zmieniany. W rozgrywkach uczestniczą 43 kluby występujących w Mistrzostwach Serbii. Obecnie wszystkie rywalizacje od rundy wstępnej do finału rozgrywane w jednym meczu. Zwycięzca kwalifikuje się do dalszych gier, a pokonany odpada z rywalizacji. W wypadku kiedy w regulaminowym czasie gry padł remis zarządza się dogrywkę, a jeśli i ona nie przyniosła rozstrzygnięcia, to dyktowane są rzuty karne. Od sezonu 2006/07 rozgrywki składają się z 6 etapów: rundy wstępnej eliminacyjnej, 1/16 finału, 1/8 finału, ćwierćfinałów, półfinałów i finału. Mecz finałowy rozgrywany jest na różnych obiektach, choć zazwyczaj był to stadion Partizana lub Crvenej zvezdy w Belgradzie.

## Zwycięzcy i finaliści
Nieoficjalne
Królestwo Serbii (1882–1918)
| Sezon                                                   | K | K | T | Zwycięzca        | Wynik | Finalista              | Data, miejsce                  | Br. | Król strzelców | Uwagi    |
| Serbski Olimpijski Puchar (serb. Српски олимпијски куп) |   |   |   |                  |       |                        |                                |     |                |          |
| 1914                                                    |   |   | 1 | SK Velika Srbija | 3:1   | SK Šumadija Kragujevac | 11.05.1914, Košutnjak, Belgrad | ?   | ?              | ? klubów |
| 1915-1918                                               |   |   |   |                  |       |                        |                                |     |                |          |

Królestwo Serbów, Chorwatów i Słoweńców (1918–1929) / Królestwo Jugosławii (1929–1941)
| 1923–1941 | Puchar Jugosławii (do 1929 Królestwa Serbów, Chorwatów i Słoweńców) |

| Sezon                                | K | K | T | Zwycięzca | Wynik | Finalista | Data, miejsce | Br. | Król strzelców | Uwagi    |
| Turniej pucharowy (serb. Куп турнир) |   |   |   |           |       |           |               |     |                |          |
| 1940/41                              |   |   | 1 | BASK      | ?:?   | ?         | 1941, Belgrad | ?   | ?              | ? klubów |

SFR Jugosławii (1945–1992)
| 1945–1992 | Puchar Marszałka Tita |

FR Jugosławii (1992–2003) / Serbia i Czarnogóra (2003–2006)
| 1992–2006 | Puchar Serbii i Czarnogóry (do 2003 FR Jugosławii) |

Oficjalne
| Sezon                                                     | K | K | T | Zwycięzca             | Wynik            | Finalista             | Data, miejsce                                        | Br. | Król strzelców                                                      | Uwagi     |
| Puchar Serbii w piłce nożnej (serb. Куп Србије у фудбалу) |   |   |   |                       |                  |                       |                                                      |     |                                                                     |           |
| 2006/07                                                   |   |   | 1 | Crvena zvezda Belgrad | 2:0              | Vojvodina Nowy Sad    | 15.05.2007, Stadion Partizana, Belgrad, 25.000       | ?   | Ž.Lazetić (Bežanija/Partizan)                                       | 32 kluby  |
| 2007/08                                                   |   |   | 1 | Partizan Belgrad      | 3:0              | Zemun Belgrad         | 07.05.2008, Stadion Partizana, Belgrad, 13.950       | ?   | L.Diarra (Partizan)                                                 | 37 klubów |
| 2008/09                                                   |   |   | 2 | Partizan Belgrad      | 3:0              | FK Sevojno            | 21.05.2009, Stadion Partizana, Belgrad, 13.434       | ?   | Cléo (Crvena zvezda)                                                | 35 klubów |
| 2009/10                                                   |   |   | 2 | Crvena zvezda Belgrad | 3:0              | Vojvodina Nowy Sad    | 05.05.2010, Stadion Partizana, Belgrad, 23.000       | ?   | ?                                                                   | 35 klubów |
| 2010/11                                                   |   |   | 3 | Partizan Belgrad      | 2:1 3:0(w.o.)    | Vojvodina Nowy Sad    | 11.05.2011, Stadion Crvena zvezda, Belgrad, 25.000   | ?   | ?                                                                   | 39 klubów |
| 2011/12                                                   |   |   | 3 | Crvena zvezda Belgrad | 2:0              | Borac Čačak           | 16.05.2012, Stadion Mladost, Kruševac, 11.000        | 4   | C.Borja (Crvena zvezda)                                             | 39 klubów |
| 2012/13                                                   |   |   | 1 | FK Jagodina           | 1:0              | Vojvodina Nowy Sad    | 08.05.2013, Stadion Partizana, Belgrad, 15.000       | 3   | A.Oumarou (Vojvodina)                                               | 39 klubów |
| 2013/14                                                   |   |   | 1 | Vojvodina Nowy Sad    | 2:0              | FK Jagodina           | 07.05.2014, Stadion Partizana, Belgrad, 8.000        | 5   | A.Nosković (Spartak S.) M.Lepović (Jagodina)                        | 38 klubów |
| 2014/15                                                   |   |   | 1 | Čukarički Belgrad     | 1:0              | Partizan Belgrad      | 20.05.2015, Stadion Crvena zvezda, Belgrad, 10.000   | 3   | S.Babović (Voždovac) N.Stojiljković (Čukarički) I.Matić (Čukarički) | 36 klubów |
| 2015/16                                                   |   |   | 4 | Partizan Belgrad      | 2:0              | Javor Ivanjica        | 11.05.2016, Stadion Metalac, Gornji Milanovac, 4.500 | 3   | D.Zorić (Borac Č.) S.Vujaklija (Borac Č.)                           | 37 klubów |
| 2016/17                                                   |   |   | 5 | Partizan Belgrad      | 1:0              | Crvena zvezda Belgrad | 27.05.2017, Stadion Partizana, Belgrad, 20.000       | 5   | N.Nešović (Sloboda U.)                                              | 35 klubów |
| 2017/18                                                   |   |   | 6 | Partizan Belgrad      | 2:1              | Mladost Lučani        | 23.05.2018, Stadion Miejski, Surdulica, 3.500        | ?   | ?                                                                   | 37 klubów |
| 2018/19                                                   |   |   | 7 | Partizan Belgrad      | 1:0              | Crvena zvezda Belgrad | 23.05.2019, Stadion Crvena zvezda, Belgrad, 20.000   | 3   | Dejan Joveljić Marko Mitrović                                       | 36 klubów |
| 2019/20                                                   |   |   | 2 | Vojvodina Nowy Sad    | 2:2 pd. (k. 4:2) | Partizan Belgrad      | 24.06.2020, Stadion Čair, Nisz, 5.000                | 5   | Đorđe Ivanović                                                      | 34 kluby  |
| 2020/21                                                   |   |   | 4 | Crvena zvezda Belgrad | 0:0 pd. (k. 4:3) | Partizan Belgrad      | 25.05.2021, Stadion Crvena zvezda, Belgrad, 0        | 3   | Takuma Asano Nemanja Čović Jewhen Pawłow Nikola Terzić              | 37 klubów |
| 2021/22                                                   |   |   | 5 | Crvena zvezda Belgrad | 2:1              | Partizan Belgrad      | 26.05.2022, Stadion Crvena zvezda, Belgrad, 30.000   | 4   | Aleksa Veličković                                                   | 43 kluby  |
| 2022/23                                                   |   |   | 6 | Crvena zvezda Belgrad | 2:1              | Čukarički Belgrad     | 25.05.2023, Stadion Crvena zvezda, Belgrad, 12.371   | 3   | Kings Kangwa                                                        | 36 klubów |
| 2023/24                                                   |   |   | 7 | Crvena zvezda Belgrad | 2:1              | Vojvodina Nowy Sad    | 21.05.2024, Stadion Lagator, Loznica, 7.900          | 3   | Junior Flemmings Lazar Mićić Cherif Ndiaye Peter Olayinka           | 37 klubów |
| 2024/25                                                   |   |   | 8 | Crvena zvezda Belgrad | 3:0              | Vojvodina Nowy Sad    | 21.05.2025, Stadion Kraljevica, Zaječar, 5.143       | 6   | Aleksandar Katai                                                    | 37 klubów |

Uwagi:

- wytłuszczono nazwy zespołów, które w tym samym roku wywalczyły mistrzostwo i Puchar kraju,
- kursywą oznaczone zespoły, które w meczu finałowym nie występowały w najwyższej klasie rozgrywkowej.
- skreślono rozgrywki nieoficjalne.

## Statystyki

### Klasyfikacja według klubów
W dotychczasowej historii oficjalnych rozgrywek o Puchar Serbii na podium oficjalnie stawało w sumie 5 drużyn. Liderem klasyfikacji są FK Partizan i FK Crvena zvezda, które zdobyły po 7 pucharów.
Stan po sezonie 2024/2025.
| Lp. | Klub                  | Zdobywca | Finalista        | Lata triumfów                                                 |   |   |                                                               |
| --- | --------------------- | -------- | ---------------- | ------------------------------------------------------------- | - | - | ------------------------------------------------------------- |
| Lp. | Klub                  | 1.       | Partizan Belgrad | Lata triumfów                                                 | 8 | 4 | 2007/08, 2008/09, 2010/11, 2015/16, 2016/17, 2017/18, 2018/19 |
| 2.  | Crvena zvezda Belgrad | 7        | 2                | 2006/07, 2009/10, 2011/12, 2020/21, 2021/22, 2022/23, 2023/24 |   |   |                                                               |
| 3.  | Vojvodina Nowy Sad    | 2        | 6                | 2013/14, 2019/20                                              |   |   |                                                               |
| 4.  | Čukarički Belgrad     | 1        | 1                | 2014/15                                                       |   |   |                                                               |
| 4.  | FK Jagodina           | 1        | 1                | 2012/13                                                       |   |   |                                                               |
| 6.  | Borac Čačak           | 0        | 1                |                                                               |   |   |                                                               |
| 6.  | FK Sevojno            | 0        | 1                |                                                               |   |   |                                                               |
| 6.  | Javor Ivanjica        | 0        | 1                |                                                               |   |   |                                                               |
| 6.  | Mladost Lučani        | 0        | 1                |                                                               |   |   |                                                               |
| 6.  | Zemun Belgrad         | 0        | 1                |                                                               |   |   |                                                               |

### Klasyfikacja według miast
Siedziby klubów: Stan po sezonie 2024/2025.
| Miasto   | Liczba tytułów | Drużyny                                        |
| -------- | -------------- | ---------------------------------------------- |
| Belgrad  | 16             | Partizan (8), Crvena zvezda (7), Čukarički (1) |
| Nowy Sad | 2              | Vojvodina (2)                                  |
| Jagodina | 1              | FK Jagodina (1)                                |